# Sakara
Sakara (arapski: سقارة) je veliko drevno groblje u Egiptu, oko 30 km južno od suvremenog Kaira i pokriva područje veličine 7 x 1,5 km. U njemu se nalazi najstarija sačuvana stepenasta piramida na svijetu. Zbog toga je 1979. godine upisana na UNESCO-ov popis mjesta svjetske baštine u Africi, zajedno s obližnjim drevnim gradom Memfisom, piramidama u Gizi i nekropolama u Abusiru (sjeverno od Sakare) i Dahšuru (južno od Sakare).
Za riječ Sakara se dugo mislilo da se izvodi od imena egipatskog pogrebnog boga Sokara, no vjerojatnije je kako ono dolazi od lokalnog berberskog plemena Beni Sakar ("Sinovi Sakare") koji nisu autohtoni stanovnici tog područja i teško je povjerovati da su se nazvali po egipatskom bogu koji je bio gotovo nepoznat do arheoloških istraživanja u 20. stoljeću. 

## Opis
Dok je Memfis bio glavni grad drevnog Egipta, Sakara je služila kao njegova nekropola. Iako najstariji grobovi plemića u Sakari datiraju iz prve dinastije, tek su se za vrijeme druge dinastije tamo počeli pokapati prvi kraljevi. To su mastabe, grobnica od kojih su se razvile piramide. S obzirom na to da je veći dio nekropole prekrio pijesak, mnogi od tih objekata su dobro očuvani. 
No, najvažniji objekt datira iz treće dinastije, a to je stepenasta piramida faraona Džozera. Uz nju se na ovom području nalazi još 16 piramida različitih stanja očuvanosti. Iako su je zasjenili kraljevski grobovi u Gizi, a kasnije i Dolina kraljeva u Tebi, ostao je važen kompleks za manje pogrebe i ceremonije raznih kultova preko 3000 godina, sve do ptolomejskih i rimskih vremena. Jedno od najvećih svetišta 19. dinastije (13. stoljeće pr. Kr.) bio je Apisov serapeum koji je dao izgraditi sin Ramzesa II., Khaemveset.
Na toj lokaciji je 2006. godine izgrađen Imhotepov muzej u kojem su izloženi nalazi s ovog lokaliteta.

## Galerija
- Kompleks Džozerove piramide (3. dinastija)
- Mastaba faraona Šepseskafa iz 4. dinastije
- Piramida Djedkare Isesija iz 5. dinastije
- Piramida Userkafa iz 5. dinastije
- Unutrašnjost Unasove piramide iz 5. dinastije
- Akhetetepova mastaba, 5. dinastija
- Piramida Pepija II. iz 6. dinastije
- Piramida Tetija, Pepijeva djeda iz 6. dinastije
- Rekonstrukcija Kendžerove piramide iz 13. dinastije

## Vanjske poveznice
- Informacije (engl.)
- Saqqara.nl (Prijatelji fundacije Saqqara) (nizoz.)
- Otkrića u veljači 2007. (engl.)